# Jimmy Caruthers
Douglas James "Jimmy" Caruthers, född den 18 januari 1945 i Anaheim, Kalifornien, USA, död den 26 oktober 1975 i Orange, Kalifornien, var en amerikansk racerförare.

## Racingkarriär
Caruthers var en framgångsrik förare i midget cars, och vann USAC:s mästerskap 1970, innan han blev tvåa bakom sin bror Danny Caruthers 1971. Totalt vann han 21 midget car-tävlingar på nationell nivå under sin karriär, och han avslutade sin kortbanekarriär med att bli mästare i USAC Silver Crown 1975, samma år som han insjuknade i en dödlig cancer. Caruthers ställde även upp i 43 tävlingar i USAC National Championship, och IndyCar-racing påminde en hel del om bilarna och banorna han var van vid, och som bäst slutade han femma i mästerskapet, vilket han blev 1974. Caruthers avled i cancer hösten 1975.